# 高雄市公車紅58路
高雄市公車紅58路，由南台灣客運營運，分為A、B、C三線。
- 高雄市公車紅58A路，起點站為捷運都會公園站，終點站為高雄科大(第一西校區)。
- 高雄市公車紅58B路，起點站為捷運都會公園站，終點站為燕巢區公所(中興路)。
- 高雄市公車紅58C路，起點站為捷運都會公園站，終點站為楠梓高中。[2]

## 歷史
- 2008年3月正式行駛。
- 2011年2月1日，延駛至燕巢區公所。[3][4]
- 2014年7月11日，試辦紅58D「捷運都會公園站－國喬實業」大社工業區捷運接駁。[5][6]
- 2014年8月31日，紅58D路線試辦結束停駛。

## 停站
參見右側路線圖